# نبرد ملطیه
در نبرد ملطیه (Battle of Melitene) در سال ۱۱۰۰ میلادی، یک نیروی صلیبی به رهبری بوهموند یکم انطاکیه در ملطیه در شرق آناتولی از تُرکان دانشمندی به فرماندهی غازی گوموشتیگین شکست خورد. پس از تصاحب سلطنت انطاکیه در سال ۱۰۹۸، بوهموند با ارمنیان کیلیکیا متحد شد. هنگامی که جبرئیل از ملطیه و پادگان ارمنی وی مورد حمله دانشمندیان قرار گرفتند، بوهموند با یک نیروی فرانکی به کمک آنها شتافت.
غازی مالک دانشمندی در کمین لشکرکشی صلیبی‌ها بود و «بیشتر صلیبیون کشته شدند». بوهموند همراه با ریچارد از سالرنو دستگیر شد. در میان کشته‌شدگان اسقف‌های ارمنی ماراش و انطاکیه وجود داشتند. بوهموند تا سال ۱۱۰۳ برای باج‌خوهی به اسارت نگه داشته می‌شد و نجات او موضوع یکی از ستونهای جنگ صلیبی ۱۱۰۱ شد.